# Liste der denkmalgeschützten Objekte in Bílá
Grundlage dieser Liste der denkmalgeschützten Objekte in Bílá u Českého Dubu ist die ÚSKP-Liste (Ústřední seznam kulturních památek České republiky, deutsch Zentrale Liste der Kulturdenkmäler der Tschechischen Republik), die von der tschechischen Denkmalschutzbehörde NPÚ (Národní památkový ústav, deutsch Nationale Denkmalbehörde) seit 1987 geführt wird und an die seit dem Jahr 1850 geschaffenen Listen anschließt.
Denkmalgeschützte Objekte in Bílá u Českého Dubu nach Katastralgemeinden und Ortsteilen

## KatastralgemeindeBílá u Českého Dubu

### Bílá (Bilai)
| Lage                                                                          | Objekt                                            | Beschreibung | ÚSKP-Nr.                  | Bild           |
| ----------------------------------------------------------------------------- | ------------------------------------------------- | --- | ------------------------- | -------------- |
| Bílá 20, Dorfplatz (Standort)                                                 | Haus Nr. 20                                       | Bauernhaus | 27502/5-4177 Info Katalog | weitere Bilder |
| Bílá, im Garten von Nr. 46 (Standort)                                         | Bildstock mit Statue des hl. Johannes von Nepomuk | Bildstock mit Statue des hl. Johannes von Nepomuk | 101524 Info Katalog       | weitere Bilder |
| Bílá, nördl. Vom Ort, an der Straße von Český Dub nach Petrašovice (Standort) | Kapelle                                           | Kapelle – Die urspr. der Jungfrau Maria geweihte Barockkapelle befindet sich nördlich des Dorfes Bílá an der Straße von Český Dub nach Petrašovice. Sie wurde 1773 vom Bauern Josef Bláha aus Bílá erbaut und 1881 erneuert. | 12607/5-5595 Info Katalog | weitere Bilder |
| Bílá, auf dem Friedhof, südwestl. des Ortes (Standort)                        | Friedhofskreuz                                    | Zentrales Friedhofskreuz | 49581/5-5833 Info Katalog | weitere Bilder |
| Bílá, am südl. Ortsrand (Standort)                                            | Kruzifix                                          | Kruzifix | 49583/5-5834 Info Katalog | weitere Bilder |

## Katastralgemeinde Vlčetín u Bílé

### Vlčetín (Wlcetin)
| Lage                                  | Objekt      | Beschreibung | ÚSKP-Nr.                  | Bild           |
| ------------------------------------- | ----------- | --- | ------------------------- | -------------- |
| Vlčetín, auf dem Dorfplatz (Standort) | Kapelle     | Kapelle | 49632/5-5836 Info Katalog | weitere Bilder |
| Vlčetín 17, Luhov (Standort)          | Haus Nr. 17 | Bauernhaus – es ist das Haus von Michael Luhovský, der Titelgestalt des Romans Nemodlenec (1873) der Schriftstellerin Karolína Světlá (1830–1899), dessen Geschichte hier spielt. | 11463/5-5606 Info Katalog | weitere Bilder |

### Domaslavice (Niederdomaslowitz)
| Lage                                                                  | Objekt                 | Beschreibung | ÚSKP-Nr.                  | Bild           |
| --------------------------------------------------------------------- | ---------------------- | --- | ------------------------- | -------------- |
| Domaslavice, am Abzweig von der Straße Český Dub – Vlčetín (Standort) | Kapelle mit Steinkreuz | Barockkapelle der hl. Dreifaltigkeit und des hl. Johannes von Nepomuk (1723) sowie ein Kreuzstein (vermutlich aus dem Mittelalter) | 49631/5-5835 Info Katalog | weitere Bilder |

## Katastralgemeinde Petrašovice

### Petrašovice (Potrosowitz)
| Lage                      | Objekt             | Beschreibung                                                                                            | ÚSKP-Nr.                  | Bild           |
| ------------------------- | ------------------ | --- | ------------------------- | -------------- |
| Petrašovice 3 (Standort)  | Bauerngehöft Nr. 3 | Bauerngehöft: Wohnhaus und Scheune. Der Wohnbereich wurde durch modernisierten Wiederaufbau abgewertet. | 10619/5-5625 Info Katalog | weitere Bilder |
| Petrašovice 26 (Standort) | Gemeindehaus       | Gemeindehaus – Rychta                                                                                   | 44090/5-5409 Info Katalog | weitere Bilder |

### Bohdánkov (Bohdanken)
| Lage                                                | Objekt                               | Beschreibung                         | ÚSKP-Nr.                  | Bild           |
| --------------------------------------------------- | ------------------------------------ | ------------------------------------ | ------------------------- | -------------- |
| Bohdánkov, im östl. Teil des Dorfplatzes (Standort) | Kapelle                              | Kapelle                              | 11349/5-5766 Info Katalog | weitere Bilder |
| Bohdánkov 2 (Standort)                              | Haus Nr. 2                           | Bauernhaus                           | 12844/5-5804 Info Katalog | weitere Bilder |
| Bohdánkov, Dorfplatz (Standort)                     | Statue der Jungfrau Maria Immaculata | Statue der Jungfrau Maria Immaculata | 38634/5-4411 Info Katalog | weitere Bilder |

### Kohoutovice (Kohoutowitz)
| Lage                                                  | Objekt     | Beschreibung | ÚSKP-Nr.                  | Bild           |
| ----------------------------------------------------- | ---------- | ------------ | ------------------------- | -------------- |
| Kohoutovice 5, im nordöstl. Teil des Ortes (Standort) | Haus Nr. 5 | Bauernhaus   | 34018/5-4413 Info Katalog | weitere Bilder |

## Katastralgemeinde Chvalčovice (Chwaltschowitz)

### Dehtáry (Dechtar)
| Lage                                                                  | Objekt              | Beschreibung                                              | ÚSKP-Nr.                  | Bild           |
| --------------------------------------------------------------------- | ------------------- | --------------------------------------------------------- | ------------------------- | -------------- |
| Dehtáry, oberhalb vom Zusammenfluss von Mohelka und Oharka (Standort) | Befestigte Siedlung | Befestigte Siedlung – Hügelfestung, archäologische Spuren | 27132/5-4301 Info Katalog | weitere Bilder |

## Katastralgemeinde Hradčany u Českého Dubu

### Hradčany (Ratschen)
| Lage                                                            | Objekt                 | Beschreibung                                                           | ÚSKP-Nr.                  | Bild                   |
| --------------------------------------------------------------- | ---------------------- | ---------------------------------------------------------------------- | ------------------------- | ---------------------- |
| Hradčany, am alten Weg von Letařovice nach Český Dub (Standort) | Säule des hl. Johannes | Bildstock mit Säule des hl. Johannes, wahrscheinlich aus dem 17. Jhdt. | 49630/5-5832 Info Katalog | Säule des hl. Johannes |
| Hradčany (Standort)                                             | Kruzifix               | Kreuz (1873) mit Steinsockel und Einfriedung                           | 43798/5-4300 Info Katalog | Kruzifix               |
| Hradčany (Standort)                                             | Sühnekreuz             | Sühnekreuz – jetzt im Regionalmuseum Podještědské muzeum in Český Dub  | 54656/5-4299 Info Katalog | weitere Bilder         |

### Trávníček (Trawnitschek)
| Lage                        | Objekt      | Beschreibung                | ÚSKP-Nr.            | Bild           |
| --------------------------- | ----------- | --------------------------- | ------------------- | -------------- |
| Trávníček če. 14 (Standort) | Haus Nr. 14 | Bauernhaus Beranův hostinec | 105531 Info Katalog | weitere Bilder |

### Letařovice (Letarschowitz)
| Lage                                             | Objekt                    | Beschreibung                                                             | ÚSKP-Nr.                  | Bild           |
| ------------------------------------------------ | ------------------------- | ------------------------------------------------------------------------ | ------------------------- | -------------- |
| Letařovice, südwestl. vom Ortszentrum (Standort) | Kirche Jakobus der Ältere | Filialkirche Jakobus des Älteren sowie Leichenhalle, Einfriedung und Tor | 18493/5-4302 Info Katalog | weitere Bilder |